# Ebelgünde
Ebelgünde ist ein aufgelassenes Dorf im Landkreis Havelland in der Gemarkung Grütz auf dem Gebiet des heutigen Truppenübungsplatzes Klietz.

## Geografie
Das ehemalige Ortsgebiet liegt im Land Schollene einem in der Weichsel-Eiszeit entstandenen Endmoränenzug, etwa 7,5 km nordwestlich des Stadtkerns von Rathenow.

## Geschichte
Das Dorf wurde um 1700 als Schäfervorwerk des Ritterguts Steckelsdorf durch die Gutsherren von Tresckow gegründet. Das Vorwerk wechselte in den folgenden Jahren mehrfach den Besitzer. Einem Vertrag zwischen Hans-Dietrich von Bredow und Arendt Heinrich von der Hagen zufolge, wurde das Vorwerk im Jahr 1730 verpfändet. Im Jahr 1736 wurde das Vorwerk durch Hans Heinrich von Katte erworben. Am 23. Juni 1925 kam es in der Nähe des Dorfes zum Ausbruch eines verheerenden Waldbrandes, bei dem 2159 Hektar Wald vernichtet wurden. Der Ort wurde im Jahr 1928 in das vier Kilometer entfernte Grütz eingemeindet.  Infolge des Zweiten Weltkrieges und des damit verbundenen Zuzugs von Flüchtlingen, hatte das Dorf in den 1950er Jahren bis zu 70 Einwohner. Mit der Gründung der NVA im Jahr 1956 begann auch die Errichtung und der Ausbau des Truppenübungsplatzes Klietz, dem das Dorf aufgrund der Lage zwischen Elbe und Havel weichen musste. Die Bewohner des Dorfes wurden in den 1960er Jahren in die umliegenden Ortschaften umgesiedelt. Mit der politischen Wende 1989/1990 in der DDR, durften die ehemaligen Bewohner an Pfingsten 1990 erstmals wieder das Dorf besuchen. Das ehemalige Dorf befindet sich bis dato in militärischem Speergebiet und kann nicht ohne Genehmigung der Bundeswehr besichtigt werden. Heute erinnert ein im Jahr 2006 aufgestellter Gedenkstein auf dem ehemaligen Friedhof an das Dorf.